# Vicko Dimitrije Volčić
Vicko Dimitrije Volčić (Vicentius Demetrius Raguseus Voltius), (Dubrovnik, 1563. – Napulj (Rim), 1607.), kartograf.

## Djelovanje
Kao mladić napustio je Dubrovnik. Pretpostavlja se da je bio učenik ili suradnik sicilijanskog kartografa Giovannija Olive u čijoj je radionici stekao kartografske vještine. Živio je u Napulju 1592–1593. U Livornu je 1592. osnovao majstorsku radionicu i kartografsku školu pod imenom Livornska nautičko-kartografska škola koja je bila aktivna do 1688. Od 1596. do 1601. živio je u Livornu. Godine 1601. preselio se u Napulj. U razdoblju 1592–1607. izradio je nekoliko vrlo vrijednih rukopisnih portulana i atlasa koji se čuvaju u arhivima i bibliotekama u Madridu, Rimu, Firenzi, Bologni, Parizu, Stockholmu, Chicagu i Cambridgeu. Svoje portulane potpisivao je s Vicentius Demetrei Volcius Rachuseus. Nije kao drugi kartografi radio bakroreze, nego je izrađivao karte kistom na pergamentu. Sve njegove karte su rukopisne, ukrašene bojama, figurama i vjetruljama uobičajenim za portulane. Njegovi kartografski radovi zapaženi su 1881. na III. međunarodnom kongresu geografa u Veneciji. Volčić je slijedio crtače portulana poznatih škola odnosno manufaktura na Majorci, Genovi i Veneciji. Nordenskiöld primjećuje u Periplusu da su opisi obale Sredozemlja i Crnog mora na portulanima od 14. do 16. st. i na Volčićevim portulanima iz druge polovice 16. st. ucrtani u nepromijenjenu obliku i konfiguraciji. Nordenskiöld posebno naglašava da su imena luka, luke posebno važne ucrtane su crvenom bojom, nepromijenjene tijekom tri stoljeća izrađivanja portulana, od portulana Petrusa Vescontea iz 1311. do portulana Volčića iz 1607. Prema Nordenskiöldu, mjerilo Volčićevih portulana je 1:6 500 000. Posebni portulani Jadranskog i Egejskog mora nacrtani su u mjerilu 1:3 700 000, npr. portulan Jadrana Franciscusa Pizigana iz 1367. Tome odgovaraju Volčićevi portulani Jadrana Golfo de Venetia, A compasso Largo i portulan Egejskog mora Arcipelago E Conpasso Largo, kao i drugi portulan Egejskog mora Isole de ArciPelago e parte de Na Tolia A Compasso Largo. Prema Novaku (2005), do sada je poznat 21 Volčićev portulan, koji se čuvaju u najvažnijim bibliotekama svijeta.

## Djela
- Mare Oceano - Istočni Atlantik, Središnje Sredozemlje, Istočno Sredozemlje, Istočni Atlantik i zapadno Sredozemlje, Sredozemlje i Jadran u uvećanom mjerilu. 1592.
- Istočni Atlantika i zapadno Sredozemlje, Istočno Sredozemlje i Crno more, Jadransko more. 1593.
- Sredozemlje i Crno more, Arcipelago de Conpasso Largo - Egejsko more. 1595
- Sredozemlje i Crno more. 1596.
- Mare Oceano - Zapadno Sredozemlje, Istočni Mediteran, Jadransko more, Isole del Arci Pelago e parte de Na Tolia A Compasso Largo
- Egejsko more, Sredozemlje i Crno more. 1598.
- Sredozemno more i Atlantski ocean. 1600.
- Arcipelago de Conpasso Largo - Egejsko more. 1601.
- Mare Oceano - Cijelo Sredozemlje. 1607

## Vanjske poveznice
Ovaj tekst je objavljen s dopuštenjem autora knjige  u skolpu nastave na Geodetskom fakultetu
- Volcius Raguseus Vincentius Demetrius Hrvatska tehnička enciklopedija, portal hrvatske tehničke baštine. LZMK